# Nova Indústria Brasil

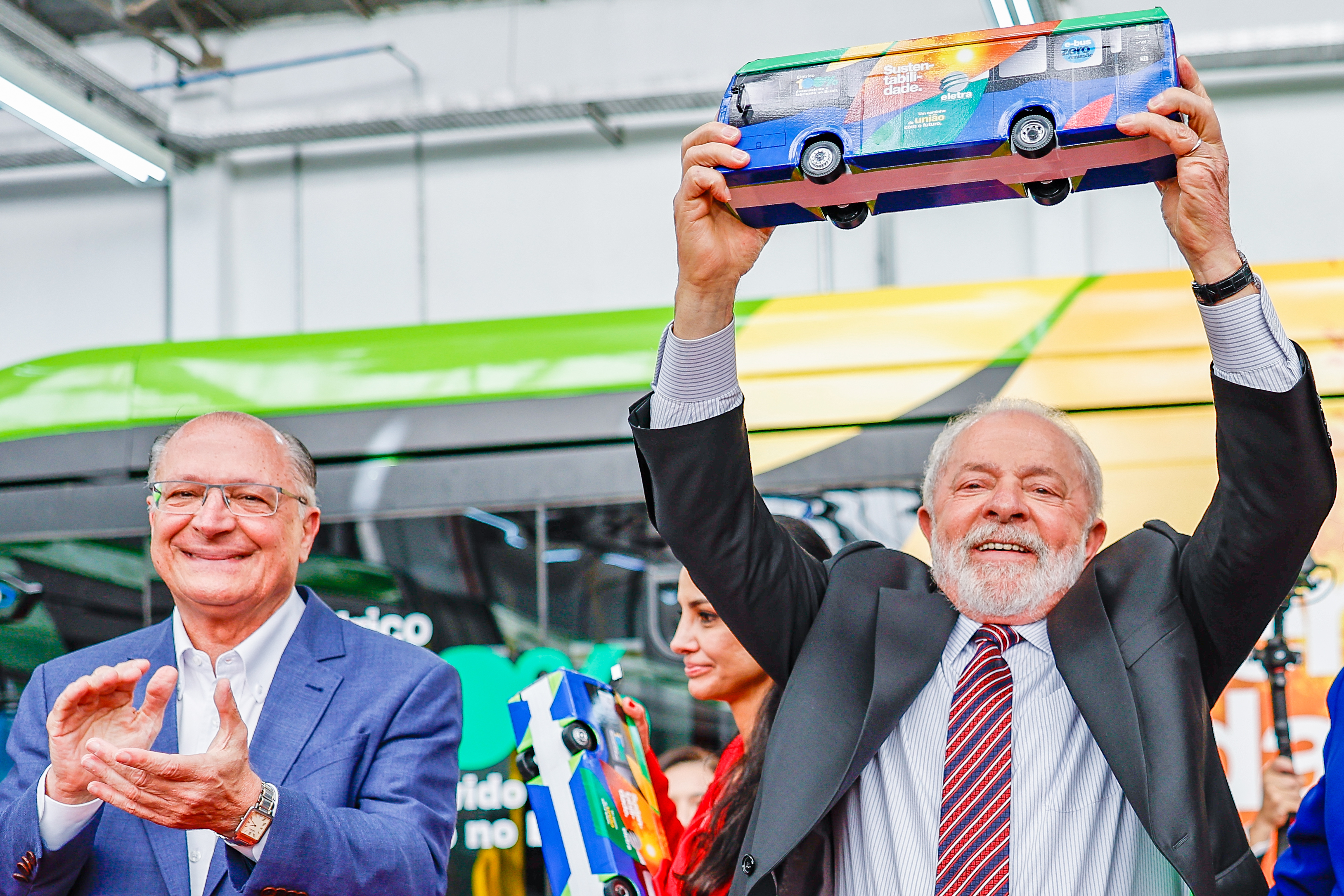
O vice-presidente e ministro da Indústria Geraldo Alckmin e o presidente Lula da Silva na inauguração de uma fábrica de ônibus elétricos 100% nacional em São Bernardo do Campo/SP em junho de 2023.

O Nova Indústria Brasil (NIB) é o plano governamental de implantação da nova política industrial criada e executada durante o terceiro mandato do presidente Lula da Silva com o objetivo de contenção da desindustrialização brasileira que vem ocorrendo desde o início da década de 1990 e de promoção de sua reindustrialização, denominada por estudiosos e agentes públicos também como neoindustrialização.
Concebido inicialmente para ser implantando entre os anos de 2024 a 2026, este plano de ação é resultado de trabalhos efetuados pelo Conselho Nacional de Desenvolvimento Industrial (CNDI) e foi instituído pela Resolução CNDI/MDIC Nº 1, de 06 de julho de 2023, com o propósito de "nortear as ações do Estado Brasileiro em favor do desenvolvimento industrial" e de "superar o atraso produtivo e tecnológico" causado pela desindustrialização precoce do país.
Ele está estruturado em seis missões que são as ações a serem promovidas pela nova política industrial e elas possuem áreas prioritárias para investimentos visando atingir as metas estipuladas até 2033. O NIB buscar ampliar a autonomia, a transição ecológica e a modernização do parque industrial brasileiro, direcionando os investimentos para a agroindústria, a saúde, a infraestrutura urbana, a tecnologia da informação, a bioeconomia e a defesa.

## Contexto

### Econômico
O Brasil é um país de base econômica historicamente agrária desde o período colonial, modelo mantido depois da independência em 1822 pelo Governo imperial que fez tímidos investimentos, como o "surto industrial" representado pelos empreendimentos do Barão de Mauá, e pelos diferentes presidentes da República Velha, o Brasil somente experimentou um consistente e relevante desenvolvimento industrial a partir da década de 1930, durante a Era Vargas.
A política desenvolvimentista implantada pelo Governo Vargas foi responsável pela implantação de importantes fábricas em setores industriais de base, representado principalmente pela criação da Companhia Siderúrgica Nacional (CSN). Este investimento estatal nas atividades industriais fez com que o Brasil experimentasse durante a primeira metade do século XX um dos maiores índices de crescimento econômico no mundo naquele período.
A dependência do desenvolvimento industrial da importação de equipamentos era um fator limitante para a expansão da industrialização no país. Porém, o Brasil experimentou um grandes índices de crescimento econômico que, no decênio de 1945 a 1955, tinha um índice médio de 6,5% que no total representou um crescimento de 130%, graças ao acúmulo de grandes saldos cambiais estrangeiros por causa da redução das importações ocorridas durante a Segunda Guerra Mundial, sob o regime varguista, que acabaram sendo desperdiçados pelos governos posteriores a Getúlio Vargas. Esse desperdício das reservas cambiais pode ser observado com a importação maciça de bens de consumo de toda espécie ocorrida durante o governo do presidente Eurico Dutra.
Ainda assim, houve alguns investimentos efetivos em menor grau nesse período, como o Plano de Metas de Juscelino Kubitschek e do I Plano Nacional de Desenvolvimento (I PND) realizado durante a Ditadura Militar de 1964, os quais apesar de terem contribuído para a implantação de novas indústrias que, acompanhada da execução de diversas obras públicas, contribuiu com o processo de crescimento chamado "milagre econômico", o qual foi interrompido pela Crise do petróleo de 1974, que levou a uma redução do crescimento que culminou na chamada "Década perdida" dos anos 1980.
Assim, o Brasil enfrenta uma forte tendência de desindustrialização fruto do pós-1980, quando fábricas começaram a ser fechadas no Brasil. Apesar de representar apenas 23,9% do PIB, a indústria brasileira é a principal responsável brasileira pela exportação de bens e serviços, e do investimento empresarial em pesquisa e desenvolvimento, e é fundamental na construção de uma economia menos suscetível a flutuação de preços no mercado internacional.

### Político-eleitoral
Durante as eleições de 2022, o programa eleitoral da chapa de "frente ampla" proposto por Luis Inácio Lula da Silva (PT) como candidato presidencial e por Geraldo Alckmin (PSB) como vice-presidente, influenciado pela corrente nacional-desenvolvimentista com adaptações para conciliar com os compromissos das políticas de austeridade fiscal e com os padrões internacionais de sustentabilidade, apresentava uma proposta clara de ação voltada para a retomada de investimentos governamentais em infraestrutura e a reindustrialização nacional.
A vitória presidencial da chapa Lula-Alckmin ocorrida em 30 de outubro de 2022 permitiu que a promessa eleitoral de retomada da industrialização do Brasil visando reverter, ou amenizar, o processo de desindustrialização brasileira, em curso desde a última década do século XX, fosse relembrada pela Equipe de Transição para explicar a recriação do Ministério do Desenvolvimento, Indústria, Comércio e Serviços (MDIC), conforme o Relatório Final do Gabinete de Transição Governamental, divulgado em dezembro de 2022, e que tinha o seguinte teor:

 Ao longo dos últimos anos o País atravessou severo período de desindustrialização e ausência de políticas de desenvolvimento de um modo geral, o que implicou um decréscimo persistente da participação da indústria de transformação no PIB nacional. Além disso, o desmonte da política nacional de exportações no governo atual também impactou fortemente na redução da participação da indústria de transformação no total das exportações brasileiras, caindo de 66% em 2016 para cerca de 50% em 2022. Esse cenário se agravou com os efeitos da pandemia e da nova geopolítica mundial sobre a desindustrialização e foi amplificado pela ausência de políticas industriais e de comércio exterior para virar o jogo e transformar uma ameaça em oportunidades para o setor produtivo do país.[...] Portanto, a recriação do MDIC deve ser a primeira ação concreta do novo governo para reverter o quadro no setor produtivo e na inserção externa brasileira, de maneira a impulsionar a inovação tecnológica, o aumento de produtividade e competitividade, e a promoção de uma economia verde e limpa, não apenas na indústria, mas também no comércio e serviços. A missão precípua de novo MDIC é reindustrializar Brasil e promover uma inserção internacional mais competitiva.— Relatório Final do Gabinete de Transição Governamental, dezembro de 2022

## A política industrial no 3º Governo Lula

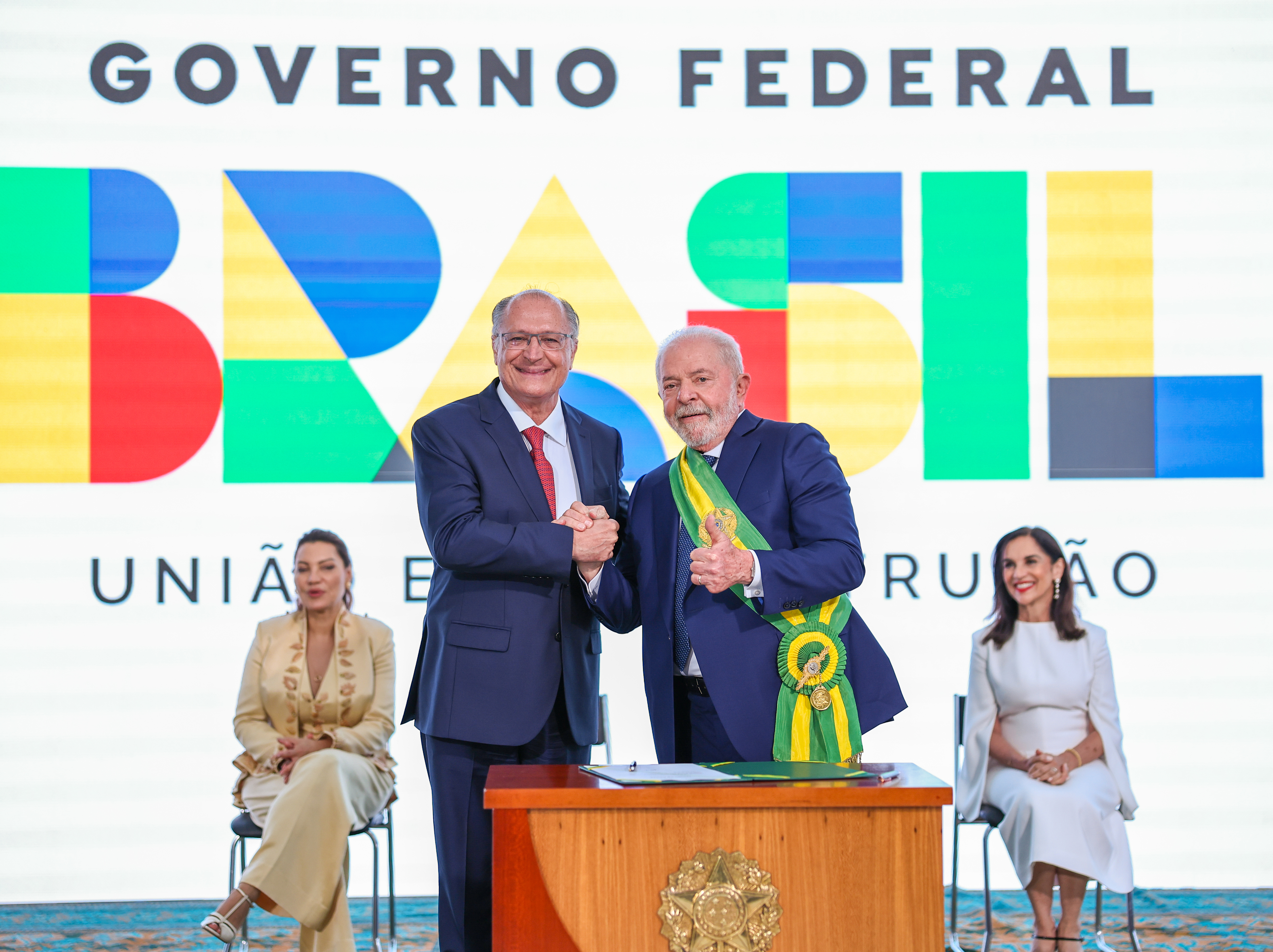
O presidente Lula empossando o vice-presidente Alckmin como Ministro do Desenvolvimento, Indústria, Comércio e Serviços em janeiro de 2023.

Desde o primeiro semestre de 2023, o Governo Lula vem defendendo para a indústria nacional um plano para reorganizar e reestruturar o desenvolvimento industrial, assim como fomentá-la: a chamada Neoindustrialização, tarefa sob a responsabilidade do MDIC que no governo ficou sob a chefia do vice-presidente Geraldo Alckmin, ex-governador do estado mais industrializado do Brasil.

### PADIS e CNDI
As iniciativas governamentais feitas nesse período foram a retomada do "Programa de Apoio ao Desenvolvimento Tecnológico da Indústria de Semicondutores" (PADIS), programa governamental de incentivos fiscais criado em 2007 que, além de estimular a produção de itens como chips e displays de LCD e plasma por meio da prorrogação das medidas já existentes, foi ampliado ao zerar quatro tributos na produção de semicondutores e de placas solares, essenciais para o setor fotovoltaico, e a reinstalação do Conselho Nacional do Desenvolvimento Industrial (CNDI), órgão colegiado que estava desativado há oito anos que começou a debater propostas de políticas industriais com a cadeia produtiva e sociedade civil.
A nova política industrial concebida pelo Governo Lula pretende reformular o processo de reindustrialização concebido para países em desenvolvimento a partir de uma visão focada no desenvolvimento de tecnologias e matrizes energéticas sustentáveis, em prol da diversificação tecnológica e econômica sustentáveis, como se observa no artigo “Neoindustrialização para o Brasil que queremos” escrito por Luiz Inácio Lula da Silva em coautoria com Geraldo Alckmin e publicado em 25 de maio de 2023 no jornal O Estado de São Paulo.

### Programa MOVER

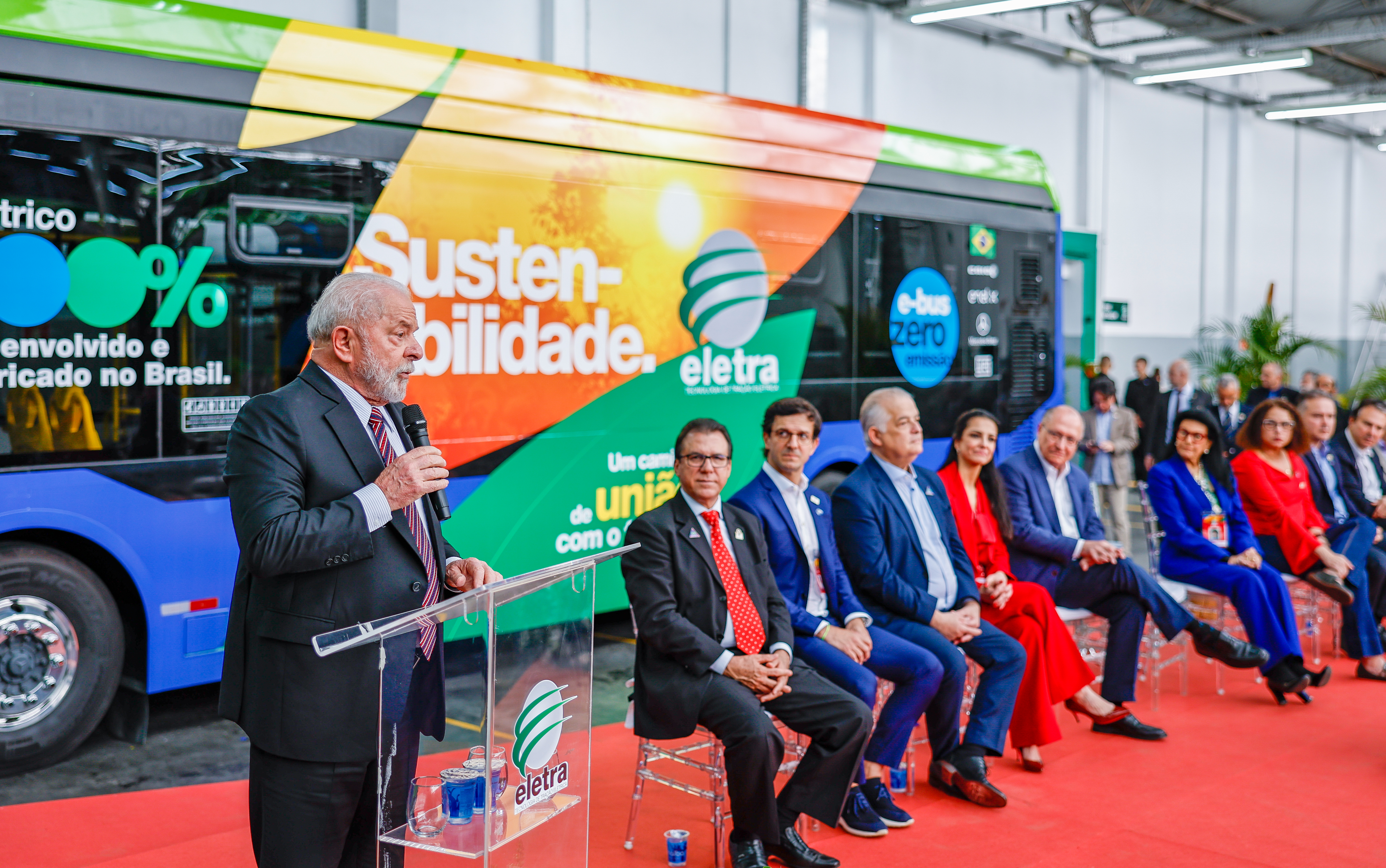
O presidente Lula da Silva discursando na inauguração de uma unidade fabril da Eletra-Tecnologia de Tração Elétrica, fábrica de ônibus elétricos 100% nacional, em São Bernardo do Campo/SP em junho de 2023.

Ao final de 2023, o presidente Lula da Silva assinou a medida provisória que criou o Programa Nacional de Mobilidade Verde e Inovação (MOVER), substituindo o programa Rota 2030. Esse programa tem como objetivo o incentivo da indústria nacional para o cumprimento de exigências sustentáveis direcionadas à indústria automobilística e energética. O novo programa pretende promover a expansão de investimentos em eficiência energética, incluir limites mínimos de reciclagem na fabricação dos veículos e cobrar menos imposto de quem polui menos, criando o IPI Verde. O programa inclui a majoração do imposto de importação sobre carros elétricos importados, assim como de painéis de geração solar.
A tributação destes produtos importados abrange os automóveis elétricos e híbridos, inclusive os híbridos do tipo plug-in, e financiará o programa Mover, que concede 19,3 bilhões de reais em incentivo fiscal às montadoras nacionais que investirem em descarbonização no setor automotivo. De acordo com o governo, a elevação do tributo foi pensada como uma forma de incentivar o investimento na produção nacional de veículos elétricos e dar mais competitividade às fábricas instaladas no país, que têm condições de produzir e atender de forma gradativa a demanda nacional.
Falando sobre o programa, o vice-presidente Geraldo Alckmin disse que "o Mover vai ajudar o Brasil a cumprir seus compromissos com a descarbonização do planeta e com o enfrentamento às mudanças climáticas", e ainda adicionou que o programa está "alinhado ao nosso projeto de neoindustrialização, inovador, sustentável e exportador, e a outras medidas importantes do governo na direção de uma economia mais verde".
Alguns dos reflexos da nova política industrial representada por diversos instrumentos que o Governo Federal brasileiro vem utilizando, como o programa MOVER, têm sido a retomada de investimentos estrangeiros na eletrificação na frota de veículos do país, situação que aponta para um atraso brasileiro nessa questão, daí a necessidade do país investir no problema.
Pois, segundo estudo da consultoria empresarial A&M, a transição para o veículo elétrico está defasada no Brasil em cerca de cinco anos em relação aos mercados líderes no setor automotivo. Este atraso poderia comprometer o futuro da indústria nacional, principalmente ao afetar a capacidade de competição das empresas brasileiras com outros mercados que se encontram bem mais adiantados na fabricação de elétricos e infraestrutura, e dificultar o barateamento de insumos desses veículos, prejudicando a transição energética.
De acordo avaliação feita pelo think tank Carbon Tracker, a principal vantagem da eletrificação pelo Brasil de sua frota automotiva estaria na renovação do parque fabril, ao introduzir novas cadeias de valor, o que leva a geração de empregos e à redução nas importações de combustíveis.
A implantação do MOVER foi bem recebida por investidores estrangeiros, como a multinacional chinesa BYD, que já estava executando investimentos de 3 bilhões de reais no Brasil para a implantação de uma fábrica de automóveis em Camaçari, município da Região Metropolitana de Salvador (Bahia), ao adquirir o planta fabril da Ford que havia saído do Brasil. A multinacional chinesa anunciou que promete ampliar os investimentos no país por meio da verticalização de toda a sua produção de veículos elétricos no Brasil, desde a exploração e beneficiamento do lítio, passando pela fabricação de baterias, até a produção de ônibus e automóveis, para se ajustar às novas políticas industriais do Governo Federal.
Após o lançamento oficial do NIB no final de janeiro de 2024, foi anunciado pela GM que a multinacional estadunidense irá investir 7 bilhões de reais no Brasil até 2028. Estes valores serão destinados a melhorias na capacidade de produção e desenvolvimento tecnológico, principalmente de equipamentos de energia renovável, controle de poluentes e veículos elétricos.
Em 1º de fevereiro de 2024, a multinacional alemã Volkswagen anunciou investimentos de R$ 9 bilhões no Brasil entre 2026 e 2028, montante que se soma aos R$ 7 bilhões que já haviam sido anunciados para os anos de 2022 a 2026, o que totalizaria um valor de R$ 16 bilhões. Esse investimento da montadora alemã se junta aos já citados investimentos da GM e da BYD, bem como aos investimentos de 4,8 bilhões anunciados no final de 2023, no contexto do Programa Mover, pela japonesa Nissan (R$ 2,8 bilhões) em sua fábrica em Resende/RJ e pela francesa Renault (R$ 2 bilhões).
Desde o início de 2023, quando foi desencadeado o processo de neoindustrialização por meio da adoção destas novas políticas industriais pelo governo federal, os investimentos financeiros de empresas multinacionais estrangeiras vêm somando o montante de R$ 30,8 bilhões, considerando todos os anúncios feitos até 5 de fevereiro de 2024.

### Investimento em refinarias e indústrias químicas
Como parte do processo de neoindustrialização, o governo Lula vê como central a nacionalização das refinarias de petróleo, privatizadas em gestões anteriores, para o financiamento da transição energética prevista pelo processo defendido. Privatizada em 2021, a Refinaria de Mataripe passou a pertencer à Mubadala, fundo de investimentos dos Emirados Árabes Unidos. A Petrobrás passou a negociar com o Mubadala a recompra da refinaria, negociando uma operação em parceria com o fundo de investimentos árabe para a operação de uma biorrefinaria.
Desde o anúncio do NIB, surgiram novos investimentos estrangeiros no setor de indústria química em território brasileiro. Assim, em 20 de fevereiro de 2024, uma multinacional suíça do ramo de fertilizantes nitrogenados chamada Atlas Agro anunciou a construção da primeira fábrica de fertilizantes nitrogenados usando hidrogênio verde a ser instalada em Uberaba (MG). Os investimentos totais nesse empreendimento industrial serão de R$ 4,3 bilhões.

## Composição do plano NIB
O NIB é uma política industrial que está dividido nas seguintes 6 missões que representam áreas prioritárias para o desenvolvimento industrial no Brasil:
| Missões | Áreas a serem promovidas                                                                                             |
| ------- | --- |
| 1       | Cadeias agroindustriais sustentáveis e digitais para a segurança alimentar, nutricional e energética                 |
| 2       | Complexo econômico industrial da saúde resiliente para reduzir as vulnerabilidades do SUS e ampliar o acesso à saúde |
| 3       | Infraestrutura, saneamento, moradia e mobilidade sustentáveis para a integração produtiva e o bem-estar nas cidades  |
| 4       | Transformação digital da indústria para ampliar a produtividade                                                      |
| 5       | Bioeconomia, descarbonização, e transição e segurança energéticas para garantir os recursos para as futuras gerações |
| 6       | Tecnologias de interesse para a soberania e a defesa nacionais                                                       |

### Missão 1
A missão 1 envolve a promoção de cadeias agroindustriais sustentáveis e digitais para a segurança alimentar, nutricional e energética que estão subdivididas nas seguintes metas, desafios e áreas prioritárias:
| Metas aspiracionais | Desafios | Áreas prioritárias |
| --- | --- | --- |
| - Aumentar a participação do setor agroindustrial no PIB agropecuário para 50% (índice atual: 23%); - Alcançar 70% de mecanização na agricultura familiar (índice atual: 18%); - Fornecer pelo menos 95% de máquinas e equipamentos nacionais para agricultura familiar; - Garantir a sustentabilidade ambiental na agroindústria. | - Aumento da produtividade no campo; - Aumento do valor agregado da produção agrícola brasileira; - Alinhamento das políticas industrial e de comércio exterior; - Mecanização da agricultura familiar; - Aumento do uso de bioinsumos para a produção de alimentos e na agropecuária; - Desenvolvimento de máquinas, equipamentos e insumos nacionais para reduzir risco de variações de oferta internacional. | - Equipamentos para agricultura de precisão; - Máquinas agrícolas para a grande produção e para a agricultura familiar; - Biofertilizantes. |

### Missão 2
A missão 2 consiste na promoção do complexo econômico industrial da saúde resiliente para reduzir as vulnerabilidades do SUS e ampliar o acesso à saúde que estão subdivididas nas seguintes metas, desafios e áreas prioritárias:
| Metas aspiracionais | Desafios | Áreas prioritárias |
| --- | --- | --- |
| - Ampliar a participação da produção no país de 42% para 70% das necessidades nacionais em medicamentos, vacinas, equipamentos e dispositivos médicos, materiais e outros insumos e tecnologias em saúde. | - Redução da dependência externa de insumos farmacêuticos ativos (IFA) de saúde, atualmente em 90%, na ordem de US$ 20 bilhões; - Alinhar as políticas industriais e de comércio exterior; - Aumentar a efetividade da indução ao investimento privado; - Reduzir do custo do crédito, especialmente para equipamentos e insumos; - Aumentar a produção nacional de equipamentos médicos, que hoje atende 50% da demanda; - Integrar e articular do uso do poder de compra nos diversos entes federativos; - Promover inovações disruptivas na área da saúde. | - Fármacos, medicamentos e terapias avançadas; - Vacinas, soros e hemoderivados; - Dispositivos médicos; - Tecnologias da informação e conectividade. |

### Missão 3
A missão 3 aborda a promoção de infraestrutura, saneamento, moradia e mobilidade sustentáveis para a integração produtiva e o bem-estar nas cidades que estão subdivididas nas seguintes metas, desafios e áreas prioritárias:
| Metas aspiracionais | Desafios | Áreas prioritárias |
| --- | --- | --- |
| - Reduzir em 20% o tempo de deslocamento de casa para o trabalho (atualmente esse tempo médio é de 4,8 horas semanais); - Aumentar em 25 pontos percentuais a participação da produção brasileira na cadeia da indústria do transporte público sustentável (atualmente em 59% para ônibus elétricos). | - Qualificação de mão de obra; - Ampliação da oferta de produção nacional de insumos específicos; - Racionalização da carga tributária para construção industrializada; - Soluções construtivas e de materiais adequados para as particularidades regionais; - Redução da dependência de importações de partes e componentes para a cadeia produtiva da mobilidade, por meio da produção nacional; - Agregação de valor sobre recursos minerais no país. | - Eletromobilidade; - Cadeia produtiva da bateria; - Construção civil digital e de baixo carbono; - Indústria metroferroviária. |

### Missão 4
A missão 4 consiste na promoção da transformação digital da indústria para ampliar a produtividade que estão subdivididas nas seguintes metas, desafios e áreas prioritárias:
| Metas aspiracionais | Desafios | Áreas prioritárias                                      |
| --- | --- | ------------------------------------------------------- |
| - Transformar digitalmente 90% das empresas industriais brasileiras, assegurando que a participação da produção nacional triplique nos segmentos de novas tecnologias. Atualmente 23,5% das empresas industriais são digitalizadas, no que diz respeito ao uso ou adoção de novas tecnologias. | - Formação e capacitação em TIC's e semicondutores no ensino superior; - Coordenação e colaboração entre governo, ICT's e empresas em torno de prioridades nacionais; - Disseminação do uso de plataformas digitais nacionais nos diversos setores da economia; - Ampliação do investimento em inovação e internacionalização para modernização da infraestrutura e exportações em TIC's; - Redução da dependência de soluções importadas, geradas pelo baixo desenvolvimento de hardware no país. | - Indústria 4.0; - Produtos digitais; - Semicondutores. |

### Missão 5
A missão 5 envolve a promoção da bioeconomia, descarbonização, e transição e segurança energéticas para garantir os recursos para as futuras gerações que estão subdivididas nas seguintes metas, desafios e áreas prioritárias:
| Metas aspiracionais | Desafios | Áreas prioritárias                                                              |
| --- | --- | ------------------------------------------------------------------------------- |
| - Promover a indústria verde, reduzindo em 30% a emissão de CO2 por valor adicionado da indústria, atualmente em 107 milhões de toneladas por trilhão de dólares; - Ampliar em 50% a participação dos biocombustíveis na matriz energética de transportes, que atualmente é de 21,4%; - Aumentar o uso tecnológico e sustentável da biodiversidade pela indústria em 1% ao ano, conforme informações registradas no SisGen/MMA. | - Ampliação de parcerias entre academia, setor privado e fundos internacionais para pesquisa aplicada; - Ampliação do incentivo à inovação tecnológica com foco na descarbonização; - Qualificação profissional com foco nos setores de bioeconomia e transição e eficiência energéticas; - Regulamentação de compras governamentais com foco na bioindústria; - Redução da dependência externa de equipamentos para a geração de energia renováveis. | - Bioenergia; - Equipamentos para a geração de energia renovável; - Cosméticos. |

### Missão 6
A missão 6 aborda a promoção de tecnologias de interesse para a soberania e a defesa nacionais que estão subdivididas nas seguintes metas, desafios e áreas prioritárias:
| Metas aspiracionais | Desafios | Áreas prioritárias |
| --- | --- | --- |
| - Obter autonomia na produção de 50% das tecnologias críticas para a defesa, a partir da elaboração da lista dessas tecnologias. | - Estabelecimento de instrumentos adequados para promoção, financiamento e constituição de garantias nas exportações de produtos de defesa; - Articulação dos recursos para o desenvolvimento espacial; - Ampliação da infraestrutura laboratorial; - Adensamento das cadeias produtivas de defesa e aeroespacial. | - Energia Nuclear; - Sistema de comunicação e sensoriamento; - Sistema de propulsão; - Veículos autônomos e remotamente controlados. |

## Financiamento
O NIB inclui investimentos de R$300 bilhões para financiamentos direcionados a esta política de industrialização até o ano de 2026. Geraldo Alckmin, vice-presidente da República e ministro do Desenvolvimento, Indústria e Comércio afirmou que com este crédito: "a questão do financiamento para pesquisa e inovação está bem equacionada". O montante será gerido pelo Banco Nacional de Desenvolvimento Econômico e Social (BNDES), pela Financiadora de Estudos e Projetos (Finep) e pela Empresa Brasileira de Pesquisa e Inovação Industrial (Embrapii).

## Críticas
Para os críticos, o plano do governo é uma reedição de propostas mal sucedidas de governos petistas anteriores, com destaque para as executadas durante a gestão da presidente Dilma Rousseff, que não tiveram efeito duradouro após o fim dos subsídios e do protecionismo.
Outros críticos questionam a retomada de investimento nas obras da Refinaria Abreu e Lima, da Petrobrás, empreendimento envolvido na operação Lava-Jato, cujas obras serão retomadas a partir de 2024. Atualmente, a refinaria produz 100 mil barris de petróleo por dia. A Petrobrás planeja investir 6 bilhões de reais na ampliação da capacidade, para refinar diariamente 260 mil barris de petróleo.